# Філімонов Сергій Федорович
Сергій Федорович Філімонов (нар. 20 вересня 1994, Київ, Україна) — український військовий та громадський діяч, капітан Збройних сил України, командир 108-го окремого штурмового батальйону «Вовки Да Вінчі», учасник російсько-української війни з 2014 року.
Лідер та співзасновник руху «Гонор», ветеран «Азову», колишній керівник київського осередку Цивільного Корпусу «Азов» та київського осередку партії Національний корпус. Організатор та учасник активістських ініціатив проти нелегальних забудов, акцій на підтримку політичних в’язнів та жертв політичних злочинів. Зіграв головну роль у фільмі українського режисера Олега Сенцова «Носоріг» .
З 2022 по 2023 рік був командиром роти «Гонор» у складі батальйону «Вовки Да Вінчі» , який входив до 7-го центру Сил Спеціальних Операцій.
Восени 2023 року був призначений заступником командира розвідки батальйону «Вовки Да Вінчі» .
З 6 лютого 2024 року — командир 108-го окремого штурмового батальйону «Вовки Да Вінчі» .

## Біографія
Народився 20 вересня 1994 року в місті Київ, у багатодітній сім'ї. Дитинство і юність прожив на Позняках у Дарницькому районі Києва.
З 2010 року активний учасник футбольного фанатського руху «Динамо» Київ. Один з лідерів фанатської групи «Родичі».
У 2012 році закінчив Київську спеціалізовану школу з поглибленим вивченням української мови №316.
З 8 по 10 клас навчався у Республіканському Вищому Училищі фізичної Культури (Олімпійський коледж імені Івана Піддубного), де професійно займався вільною боротьбою.
У 2018 році закінчив Київський національний університет будівництва і архітектури за фахом «Інженер-будівельник». З другого курсу перейшов на заочну форму навчання через участь в Революції Гідності .
2021 року вступив в Український католицький університет (УКУ) на спеціальність «Публічне управління та адміністрування», але не завершив навчання через війну .

### Війна на Сході України
У 2014 році з перших днів російсько-української війни брав участь у бойових діях добровольцем у складі добровольчого батальйону «Азов».
Брав участь у визволенні Маріуполя, Мар'їнки, в боях за Іловайськ, в боях під Гранітним. У ході бою під Іловайськом отримав численні поранення.

### Громадська діяльність

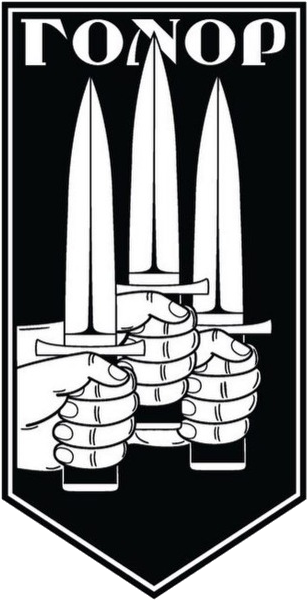
Логотип руху та роти «Гонор»

Сергій Філімонов, після повернення з фронту, у 2015 році, став одним з координаторів мирної громадської акції «Блокада Криму». Цього ж року створив та очолив ГО «Цивільний корпус Азов» у місті Київ. Також, у 2015 році, Сергій Філімонов став одним з творців неформального молодіжного руху «Гонор».
У 2016 році — голова Київського осередку політичної партії «Національний Корпус».
У 2015 – 2017 роках запустив ряд громадських проектів, серед яких: «Зоозахист», мета якого боротьба з жорстоким поводженням з тваринами, підтримка притулків і боротьба з догханерами; «Одна кров» — проект зі збору донорської крові для дітей і поранених військових; «Наше майбутнє» — допомога дітям, які залишилися без піклування батьків, ряд спортивних та освітніх ініціатив. Акції на підтримку Сергія Стерненка.
Організовував «Уроки мужності»: спеціальні лекції для школярів про патріотизм і військову підготовку.
У 2018 був учасником затримання бразильського найманця «Л/ДНР» Рафаеля Лусваргі.
29 січня 2018 року взяв участь у відкритті пам'ятника героям Крут у Києві.
Навесні 2019 року склав повноваження голови Київського осередку політичної партії «Національний Корпус» та звинуватив партію у оборудках чорною касою, яку за його словами, йому було доручено вносити на офіційні рахунки партії через підставних осіб.
Займає безкомпромісну позицію щодо нелегальних забудов у Києві. Був організатором численних акцій прямої дії та інформаційних кампаній проти забудови скверу Нарбута, Протасового яру, Сінного ринку, Святошинського провулку, еко-парку Оскорки, гірки Крістера, вулиці Чорнобильської, проти забудови на Андріївському узвозі, учасником боротьби за музей на Поштовій площі.
14 січня 2022 року невідомі облили фарбою будинок Філімонова та автівку й підкинули на подвір'я свинячу голову. Сергій звинуватив у цьому власницю будівельної компанії «СтоліцаГруп» Владиславу Молчанову. За словами Сергія, забудовники пропонували йому за відмову від акцій від 50 тисяч до 1 мільйона доларів.
У листопаді – грудні 2019 року разом з побратимами брав участь в масових заворушеннях у Гонконзі.
Активний учасник ініціативи «Хто замовив Катю Гандзюк?» — громадської ініціативи, створеної друзями активістки Катерини Гандзюк за кілька днів після нападу на неї. Активісти відвідують судові засідання по справі та слідкують за кроками слідства з метою, щоб всі причетні до вбивства Каті були покарані.
24 лютого 2021 року разом із побратимами з організації «Гонор» зайшов до зали засідань Краматорської міської ради під час сесії та влаштував сутичку з представниками фракції «Партії Шарія» в міськраді, коли ті прийшли з плакатами на підтримку проросійського пропагандиста Анатолія Шарія. За протидію відомому проросійському пропагандисту потрапив у поле зору російської пропагандистської машини.
У березні 2021 року організував акцію «Не чуєш? Побачиш» на підтримку Сергія Стерненка — громадського діяча, незаконне ув’язнення якого підняло хвилю протестів та мирних акцій підтримки по всій країні.
У 2021 році за спільним рішенням Української школи політичних студій (УШПС) та Віктора Гандзюка, після консультацій з представниками громадянського суспільства, Сергій Філімонов отримав стипендію за громадянську позицію імені Катерини Гандзюк. Щорічну стипендію за громадянську позицію імені Катерини Гандзюк було засновано УШПС у 2019 році, Катерина — випускниця Школи 2015 року.

## Російсько-українська війна
З перших днів повномасштабного вторгнення сформував підрозділ, основою якого стали члени та прихильники руху «Гонор». Підрозділ брав участь у обороні Києва та Київщини.
Перед початком Харківського контрнаступу підрозділ «Гонор» приєднався до батальйону «Вовки Да Вінчі» Дмитра Коцюбайла. Тоді ж, Сергій був призначений командиром 2-ї роти батальйону «Вовки Да Вінчі», яка носить назву «Гонор».
5 липня 2022 року отримав поранення внаслідок обстрілу російським БМ-21 «Град».
Як боєць та командир роти, брав участь звільненні Харківщини (Куп'янська, Балаклії, Ізюму), боях за Бахмут, Соледар, Хромове, Часів Яр, Серебрянку, Берестове, у обороні Куп'янська, Кліщіївки.
У 2023 році був призначений на посаду заступника командира розвідки батальйону «Вовки Да Вінчі» .
6 лютого 2024 року Сергія було призначено командиром 108-го окремого механізованого батальйону «Вовки Да Вінчі» у складі 59 ОМПБр імені Якова Гандзюка .
З червня 2024 року разом з батальйоном бере участь у боях та обороні на Покровському напрямку. Зокрема, у обороні Красногорівки, Українська, Воздвиженки, Новотроїцького.
12 липня 2024 року Голова Служби Безпеки України Василь Малюк нагородив Сергія іменною зброєю .
Отримав позачергове звання капітан Збройних Сил України у грудні 2024 році, під час перебування батальйону «Вовки Да Вінчі» на Покровському напрямку.
У березні 2025 року стало публічно відомо, що з 2022 року двоюрідний брат віцепрезидента США Джей Ді Венса Нейт Венс воював під командуванням Сергія Філімонова у роті «Гонор» батальйону «Вовки Да Вінчі» . Разом з Сергієм Нейт неодноразово брав участь у штурмових діях на Харківщині та Донеччині. 
|                                                              | Він чудовий боєць із холоднокровним характером. 15 разів ми мали б загинути — 15 разів нам пощастило вижити |
| — Сергій Філімонов про спільний бойовий шлях з Нейтом Венсом | |

## Замах
29 липня 2025 року, стало відомо, що СБУ затримала особу, яка готувала вбивство Філімонова під контролем ФСБ РФ.  
За, вербувальних ФСБ представився співробітником СБУ та ставив завдання нібито в інтересах України. Таким чином, підозрюваний вважав, що допомагає СБУ знешкодити коригувальника РФ. Завербований росіянами житель Кам’янського, у минулому учасник АТО, надсилав куратору фото околиць, опис переміщень Сергія, стежив за його авто. Куратор передав підозрюваному координати захованого автомата, після чого наказав вбити Сергія. СБУ затримала завербованого безпосередньо перед спробою вбивства. 

## Кримінальне переслідування
У 2014 під час участі в Революції Гідності піддавався переслідуванням з боку влади. Значився в списках т. зв. «смертників» — списків з іменами активістів Майдану, яких влада часів Януковича планувала фізично знищити за допомогою міліції та криміналу.
Проходить обвинуваченим в декількох судових справах, що пов'язані з боротьбою з незаконними забудовами.
10 вересня 2016 року був затриманий через зіткнення з представниками поліції під офісом «Київміськбуду» під час акції проти забудови Святошинського провулка. Після затримання був взятий під варту, але в подальшому випущений на поруки народних депутатів Андрія Білецького та Олега Петренка.
У травні 2018 року отримав нове звинувачення, за організацію бійки з тітушками на забудові Екопарку «Осокорки». Забудовник «Аркада» і підрядник «Контрактбудсервіс» намагалися почати будівництво на місці озера Небреж, і побудувати 43 будівлі поверховістю 25-27 поверхів. Місцеві мешканці вважають будівництво незаконним.
30 травня 2018 року суд обрав запобіжний захід для Сергія — нічний домашній арешт, який тривав до 29 вересня 2018 року.
23 березня 2021 року вручено підозру за статтею 296 у справі сутичок під Офісом Президента 20 березня.

## Фільм «Носоріг»
Виконав головну роль у фільмі «Носоріг» режисера Олега Сенцова. Праця над стрічкою почалася ще у 2012 році, проте була призупинена через незаконний арешт Сенцова російськими спецслужбами у 2014 році та подальше його ув'язнення. Після звільнення Сенцова у 2019 році, роботу над проєктом було відновлено. Фільмування «Носорога» проходили у Кривому Розі, Львові та Києві й завершилися в грудні 2020 року. Фільм створений у копродукції України, Німеччини та Польщі. Світова прем'єра фільму відбулась 9 вересня 2021 року у конкурсній програмі Orizzonti 78-го Венеційського кінофестивалю.
«Кастинг на головну роль у фільмі проходив серед ветеранів, колишніх в'язнів, спортсменів. Ми шукали актора, життєвий шлях якого схожий на шлях головного героя. Сергій отримав роль як людина, яка пройшла складний шлях від футбольного фаната через Майдан та війну, а зараз є свідомим активістом правозахисного руху України», – коментує вибір актора режисер Олег Сенцов.

## Нагороди та відзнаки
- Медаль «Захисник Маріуполя»
- Нагорода від предстоятеля УПЦ КП Філарета
- Кращий актор Стокгольмського міжнародного кінофестивалю [42]
- Кращий актор Міжнародного кінофестивалю у Батумі [43]
- Переможець кінопремії «Золота дзиґа» за найкращу чоловічу роль [44]
- Орден Богдана Хмельницького ІІІ ступеня [45]
- Іменна нагородна зброя від Служби Безпеки України [28]
- Увійшов до списку «30 до 30: молоді українці, які найбільше дивували й надихали нас своїми досягненнями протягом року» від Forbes Ukraine [46]
- Позачергове звання капітан Збройних Сил України

## Родина
У 2017 році одружився. Дружина Валерія. Цього ж року народився син Орест. Донька Соломія народилася у серпні 2023 року.
Брати Олексій та Віктор воюють разом з Сергієм у батальйоні «Вовки Да Вінчі» .